# Мастер Дождевая Капля
Мастер Дождевая Капля — анимационная телевизионная программа, созданная совместно австралийскими, новозеландскими и сингапурскими компаниями, которая впервые была показана на австралийском телеканале Seven Network с 15 марта 2008 года по 14 февраля 2009 года. Всего было выпущено 26 эпизодов по 24 минуты.

## Сюжет
Сериал начинается с олицетворения двух из пяти элементов, Дождевой Капли (вода) и Шао Йен (дерево), которые учатся древнему боевому искусству Читайдо со своим Мастером Юном. Однако властитель Тазонлегского государства, генерал Бу, нарушает миропорядок, взяв в плен Юна, чтобы он воплотил своё желание захватить остальные четыре элемента в жизнь после того, как Фламо, огненный элемент, добровольно присоединяется к нему. Генерал Бу делает это, чтобы помешать элементам объединиться и победить его. Вскоре к Мастеру Дождевой Капле и Шао Йен присоединяются два других элемента: Джин Хоу, элемент металла (антропоморфная золотая обезьяна), и Нива, элемент земли (гуманоидная девочка, которая кажется сделанной из глины). Вместе они пытаются спасти Мастера Юна и отправиться туда, где был побеждён золотой дракон, и восстановить его силу.

## Актёры озвучки
- Джош Андерсон в роли Мастера Дождевой Капли
- Джейн У’Брайен в роли Джин Хоу, Красного мальчика и других различных персонажей
- Рейчел Кинг в роли Нивы
- Сара Обри в роли Шао Йен
- Джош Квон Тарт в роли Фламо
- Дэвид Френсис в роли Граба
- Брайан Миган в роли Генерала Бу

## Производство
Мультсериал был разработан компаниями Big Communications, Flux Animation Studio, Flying Bark Productions, Media Development Authority и Southern Star Entertainment. А также индивидуально Брент Чемберс, Винсент Лим, Джефф Уотсон и Ясмин МакКонвилл. Режиссёры Сьюзан Оливер, Стив Купер и Кевин Уоттон. Авторы сценария Пол Барбер, Ким Голдсуорси, Лиза Хоппе, Брендан Луно, Джон Мейн, Китти Фиппс, Джина Ронколи, Джеймс Уокер, Энтони Уотт, Дэвид Уитт, Леонард Ма, Джеймс Мелдрам, Джошуа Чанг и Джефф Лоуренс. Первый сезон состоял из 26 эпизодов и был выпущен в 2008 году.

## Критика
Мультсериал получил неоднозначные отзывы. Его обвиняют в копировании многих тем, связанных с боевыми искусствами и стихиями из популярных детских мультфильмов, таких как «Аватар: Легенда об Аанге», «Шаолиньские разборки» и «Самурай Джек» .

## Международные трансляции
| Страна                                             | Канал         | Дата премьеры |
| -------------------------------------------------- | ------------- | ------------- |
| Австралия                                          | Seven Network | 2008 г.       |
| Новая Зеландия                                     | TV2           | 2009 г.       |
| Сербия                                             | Мinimаx       | 2008 г.       |
| Румыния                                            | Мinimаx       | 2011 г.       |
| Шри-Ланка                                          | Hiru ТV       | 2014 г.       |
| Индия (Тамил Наду)                                 | Chutti ТV     |               |
| Индия (Андхра-Прадеш и Телангана -> вместе телугу) | Kushi TV      |               |
| Индия (Керала)                                     | Kochu TV      |               |
| Словения                                           | Minimax       |               |